# Roland Wohlfarth
Roland Wohlfarth (Bocholt, 11 gennaio 1963) è un ex calciatore tedesco, di ruolo attaccante.

## Carriera

### Club
Dopo aver iniziato nel Borussia Bocholt, nel 1981 approdò al Duisburg, squadra di Bundesliga. Nel 1984 vinse la classifica cannonieri della 2. Bundesliga segnando 30 reti e venne acquistato dal Bayern Monaco.
Con la squadra bavarese vinse per cinque volte la Bundesliga e la Coppa di Germania nel 1986. Nella finale di Coppa di Germania segnò una tripletta nella vittoria contro lo Stoccarda per 5-2. Sempre con il Bayern, vinse la classifica cannonieri nel 1989 e nel 1991.
Successivamente giocò per AS Saint-Étienne, Bochum, VfB Lipsia, Wuppertaler SV e terminò la carriera nel 2000 con l'1. FC Bocholt.
Nel primo processo per doping in Germania del 16 febbraio 1995, il calciatore fu sospeso per due mesi dalla federazione per assunzione di sostanze non permesse.

### Nazionale
Con la Germania Ovest collezionò due presenze tra il 1986 e il 1989 ma vinse nel 1981 l'europeo di calcio Under-19 e il mondiale di calcio Under-20.

## Palmarès

### Club

#### Competizioni nazionali
- Campionato tedesco: 5

Bayern Monaco: 1984-1985, 1985-1986, 1986-1987, 1988-1989, 1989-1990
- Coppa di Germania: 1

Bayern Monaco: 1985-1986
- Supercoppa di Germania: 2

Bayern Monaco: 1987, 1990
- Campionato tedesco di seconda divisione: 1

Bochum: 1995-1996

### Nazionale
- Campionato d'Europa Under-18: 1

Germania Ovest 1981
- Campionato mondiale Under-20: 1

Australia 1981

### Individuale
- Scarpa d'oro del campionato del mondo Under-20: 1

Australia 1981 (4 gol)
- Capocannoniere della Zweite Bundesliga: 1

1983-1984 (30 gol, a pari merito con Emanuel Günther)
- Capocannoniere della Bundesliga: 2

1988-1989 (17 gol, a pari merito con Thomas Allofs), 1990-1991 (21 gol)